# Nomarchia
Nomarchia (Grieks: Νομαρχία, Provinciehuis) is een metrostation in de Griekse stad Thessaloniki dat naar verwachting in 2025 wordt geopend. De naam van het station verwijst naar de Villa Allatini die tot de bestuurlijke hervorming van 2011 dienst deed als provinciehuis van het departement Thessaloniki. Sindsdien is het het bestuursgebouw van de regio Centraal-Macedonië maar de naam van het station bleef ongewijzigd.

## Geschiedenis
Vanaf 1918 zijn er verschillende voorstellen gedaan voor een metro in Thessaloniki. In 1986 werd begonnen met de aanleg van twee lijnen binnen de stadsgrenzen, maar in 1989 werd dit gestaakt om financiële redenen. In 2003 werd een nieuw begin gemaakt met de metro en kwam er een kaderplan met drie lijnen, waarvan een naar het vliegveld door de gemeente Kalamaria. Het contract voor het ondergrondse tracé door Kalamaria werd in juli 2013 getekend. De eerste werkzaamheden voor station Nomarchia begonnen in augustus 2014 en in maart 2015 was een vervangende straat ten noorden van de Mitropoliti Kydonion Grigoriou straat gereed. In januari 2016 was de bouwput voor het station en de kruiswissel ten zuidwesten van het station uitgegraven tot niveau -1. In de zomer van 2021 was de ruwbouw gereed en kon de afwerking beginnen. De opening van het station stond aanvankelijk gepland voor 2021, maar dat is uitgesteld tot 2025. 

## Ligging en inrichting
Het station ligt onder de Mitropoliti Kydonion Grigorioustraat ongeveer 150 meter ten zuiden van de Villa Allatini op de gemeente grens van Thessaloniki en Kalamaria. Ten zuidwesten van het perron ligt een kruiswissel waarmee de metro's van tunnelbuis kunnen wisselen. Aan de stadszijde lopen de metrotunnels naar de aansluiting bij 25 Martiou. 
De ingangen liggen vooral rond het kruispunt van  de Mitropoliti Kydonion Grigorioustraat en de Vassilissis Olgalaan. Met zowel in de noordhoek als de zuidhoek een toegang met twee roltrappen en in de oosthoek een lift. Daarnaast ligt langs de noorwestzijde van de Mitropoliti Kydonion Grigorioustraat een vaste trap en daar tegenover een lift. Reizigers kunnen tussen de stationshal en het perron op niveau -3 gebruikmaken van roltrappen aan de zuidoostkant en een lift en trappen in het midden van het perron. De korte trappen zijn aan de buitenkant van de liftkoker aangebracht. Het perron op ongeveer 14 meter diepte is in verband met de inzet van automatische metro's voorzien van perrondeuren.